# Mark 13
O Mark 13 e suas variantes com a ogiva nuclear W13, foram bombas nucleares experimentais, desenvolvidas pelos Estados Unidos de 1951 a 1954. O desenho do Mark 13 foi baseado no desenho anterior da bomba Mark 6, que por sua vez foi baseada no desenho do Mark 4 e no desenho do Mark 3, usados no fim da Segunda Guerra Mundial.

## Descrição
O Mark 13 tinha quase o mesmo tamanho da Mark 6 do qual ele foi desenvolvido, 61 polegadas de diâmetro e 168 polegadas de diâmetro (150 cm por 320 cm), pesando 7 400 libras (3 300 kg). A ogiva W13 foi um pouco menor com 58 de diâmetro e 100 polegadas de comprimento, ou seja, 145 cm por 250 cm) e pesava entre 2 700 a 2 900 kg (entre 6 000 e 6 500 libras).
A Mark 13 usou um desenho de implosão de 92 pontos ( veja: arma nuclear do tipo balístico). Um sistema de 92 pontos semelhante foi utilizado mais tarde em variantes da arma Mark 6.

## Teste
O Mark 13 teve o seu desenho testado pelo menos uma vez na Operação Upshot-Knothole no Harry (teste nuclear), teste nuclear conduzido em 19 de maio de 1953. O rendimento estimando desse teste foi de 32 quilotons de TNT.

## Implantação
Antes que a produção em massa do Mark 13 ocorresse, avanços na criação da bomba de hidrogênio, particularmente a detonação em novembro de 1952 do engenho Ivy Mike fez do Mark 13 obsoleto. O desenvolvimento continuou por propósitos de pesquisa ( o teste Upshot-Knothole Harry ocorreu meses após o teste da bomba termonuclear Ivy Mike), e em duas variantes de desenho, mas o Mark 13 nunca foi implantado. O Mark 13 como uma bomba foi cancelado em agosto de 1953, e a versão ogiva W-13 foi cancelada em setembro de 1953.

## Variantes

### Mark 18
A Mark 18 também conhecida como  a Super Bomba Oralloy (ou pelas iniciais SOB) utilizou o sistema de implosão de 92 pontos do Mark 13, mas uma diferente configuração do núcleo físsil  com cerca de 60 quilos de urânio altamente enriquecido (Oralloy). Essa foi a mais poderosa arma de fissão pura já criada e testada, com um rendimento de cerca de 500 quilotons. O Mark 18 foi produzido em quantidades moderadas (90 unidades) e viu serviço entre 1953 e 1956.